# Гипотеза большого оверштага

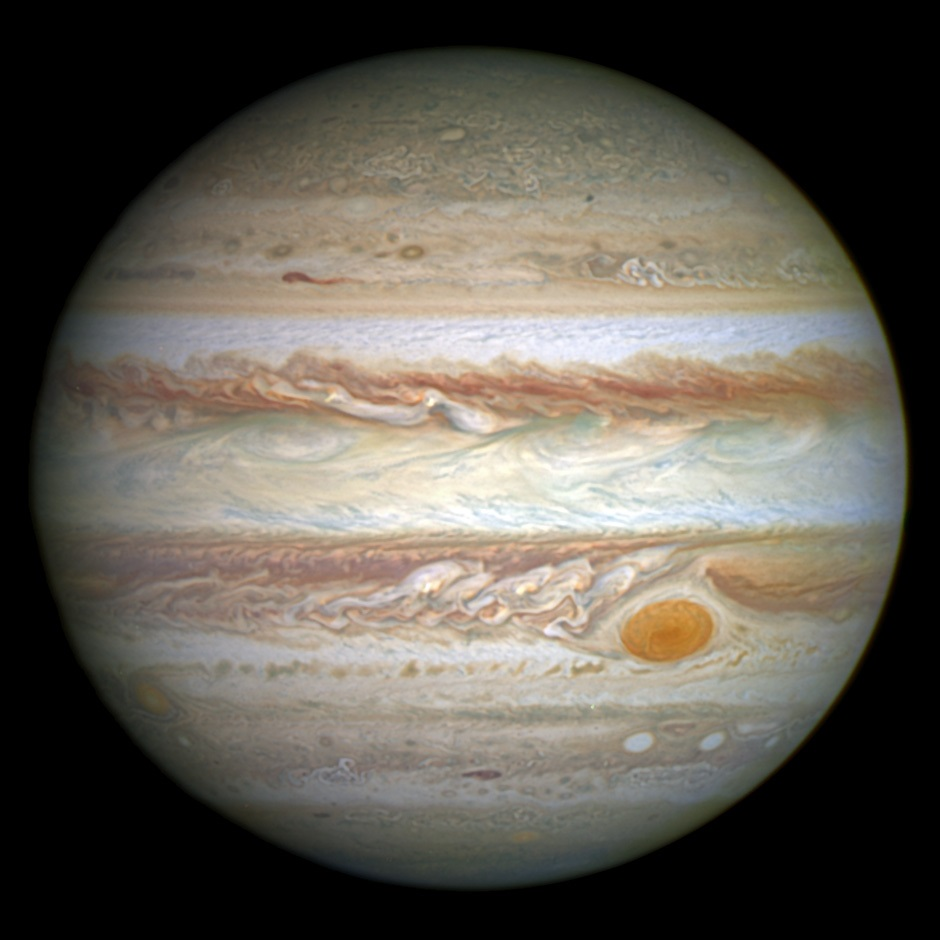
Юпитер, согласно гипотезе, совершил «оверштаг»

Гипотеза большого оверштага (от англ. Grand Tack hypothesis) — гипотеза, согласно которой, Юпитер сформировался на расстоянии 3,5 а.е от Солнца, затем мигрировал до расстояния в 1,5 а.е, пока не попал в орбитальный резонанс с Сатурном, после чего мигрировал до своей современной орбиты (5 а.е). Название происходит от термина оверштаг, когда лодка, направляя нос против ветра, поворачивается в обратном направлении.
Мигрируя к Солнцу, Юпитер разрушает пояс астероидов, а также область, где сейчас находится Марс, что объясняет его небольшой размер. Пояс астероидов был разрушен ещё раз, но уже при миграции обратно, что объясняет его существование в нынешнем виде. При миграции некоторые планетезималии могли столкнуться с Солнцем и быть уничтоженными.

## Описание
После того, как Юпитер очистил вокруг своей орбиты весь материал, он совершил миграцию II типа. Не будь Юпитер остановленным, он находился бы близко к Солнцу, став «горячим юпитером», что происходит у многих экзопланет. Однако, вместе с ним мигрировал и Сатурн, совершивший миграцию I типа. В результате между планетами возник орбитальный резонанс 2:3, а в газопылевом диске сформировался разрыв. Сатурн частично очистил свою часть разрыва, в результате воздействие диска на Юпитер снизилось. Началась обратная миграция. Процесс «оверштага» был завершён, когда Юпитер достиг своей нынешней орбиты.

## Что объясняет гипотеза
Данная гипотеза объясняет несколько феноменов в Солнечной системе, хотя были предложены и альтернативные объяснения.

### Размер Марса
Согласно симуляциям, Марс должен был иметь массу от 0,5 до 1 земной массы, но его масса составляет лишь 0,107 земных. Миграция Юпитера объясняет эту проблему: в результате «оверштага» газопылевой диск смещается до расстояния около 1 а.е от Солнца и в результате в той области формируются Земля и Венера. На расстоянии 2 а.е от Солнца материала для формирования планет остаётся немного, и из этого материала сформировался Марс. Близко к Солнцу материала также остаётся немного, и из него формируется Меркурий.

### Существование пояса астероидов
Юпитер и Сатурн во время миграции смещают большинство астероидов с их начальных орбит, оставляя после себя возбужденный остаток, существовавший как внутри, так и за пределами первоначального местоположения Юпитера. До миграции Юпитера окружающие области содержали астероиды, состав которых менялся в зависимости от их расстояния от Солнца. Ближе к Солнцу преобладали каменистые астероиды, а во внешней области за «линией холода» — более примитивные и ледяные астероиды. По мере того как Юпитер и Сатурн мигрируют внутрь, около 15% внутренних астероидов рассеиваются за орбиту Сатурна. Позже, когда Юпитер и Сатурн начали мигрировать обратно, около 0,5% примитивных астероидов рассеиваются на орбиты во внешнем поясе астероидов. В результате входа в гравитационное поле Юпитера и Сатурна многие из астероидов теперь имеют большие эксцентриситеты и наклоны орбит. Некоторые из ледяных астероидов остались на орбитах, где позже сформировались планеты земной группы. Это позволило при столкновении доставлять на планеты воду
.